# 李允傑
李永騰（1964年9月3日—），原名李允傑，中華民國政治人物、公共行政學者，生於嘉義市，曾任行政院青輔會主委、臺中市政府社會局長、海基會顧問、中油公司經營策略顧問、台酒公司董事、資策會諮詢委員，任教於國立空中大學、國立清華大學、東海大學及東華大學；2007年由美國傅爾布萊特基金會支持，前往哈佛大學甘迺迪政府學院任訪問學者（Research Fellow）；2018年前往新加坡國立大學李光耀政策學院任訪問教授（Visiting Professor）。

## 家庭背景
李允傑的父親為軍人，母親在嘉義公園擺攤賣香腸和飲料補貼家用，自小在攤販長大。1984至1986年，連獲臺大清寒子弟獎學金。

## 經歷

### 第十七任行政院青輔會主委（2011－2012）
2011年，吳敦義任行政院長時內閣改組，李允傑與李鴻源同時入閣（當時最年輕的部會首長）。2月9日，青輔會新舊任主委李允傑和王昱婷在政務委員曾志朗的監交下，進行交接。
李允傑主張於一年的任期內，實行其施政的三大主軸，包括照顧弱勢青年、擴大青年參與，扮演傾聽和溝通的角色。李允傑於5月31日表示青輔會自1968年起推動青創貸款，2009年5月起擴大推動「青年創業貸款專案計畫」，其去年度成績是相關部會及各承辦銀行的共同成果。
同年10月25日，李允傑在「國立台北科技大學研展中心」的開幕典禮與北科大校長姚立德、北科大專業暨技術移轉中心執行長張翠秀達成共識，建立合作機制及連繫窗口。 其表明將由創業育成中心培育新創事業，提供成本較低廉的育成空間、設備及技術，並且由青輔會提供資金協助與後續諮詢協商。
2012年1月31日，青輔會組織再造在即，對於接獲不續任消息，李允傑感到出乎意料。

### 臺中市社會局長（2018－2019）
位於社會局長期間，李允傑曾遭指控要求轉發愛心卡之宣傳影片，列入年度考核，以及禁止員工工作日連休逾五天等狀況，而皆先後遭到反駁，
而就任期間亦提出「公托倍增」計畫（打造友善托育環境、恢復老人健保補助、減輕收入中下家庭的經濟負擔）、「社會創新」、「社會企業」等政策，以及「老少共好 幸福台中」（計畫，增進孩童與長者互動機會，透過社區照顧關懷據點與教育單位合作，規劃辦理系列性活動）。。。 李允傑也提及急難救助及馬上關懷申請案，經區公所評估符合條件，由社會局受理轉介，進行資產調查及社工訪視評估，符合者由家庭福利服務中心社工員開案輔導半年，並按月核發半年短期生活扶助金，每月補助金額3,000元－5,000元。
台中市政府持續打造台中成為友善優質的托育城市，積極強化預防機制，強調「兒虐零容忍」，期盼有效改善教保環境，提升市民生活品質。市長盧秀燕在今（26）日市政會議中表示，市府將幼兒安全及教育視為最重要的任務，將結合各相關局處，一起建構完善的兒少安全防護網。
台中市老人健保補助可望7月上路，約有超過22萬老人每月最高可獲約750元的健保補助！台中市長盧秀燕今天在一場活動中表示，市府追加預算日前已獲議會二讀通過，可望超越黨派藍綠獲支持，明日如再獲議會三讀通過，市府今年7月1日起將能比照北市及高市，恢復老人健保補助。
盧秀燕上任後首座親子館─大里親子館6/26日開幕，投入1,000多萬元將托育資源中心升級為親子館，規劃親子共讀、共學、共玩空間。盧秀燕表示，好的政策要延續做更好，前市長任內已完成4座親子館，她將在4年內讓親子館總數達到至少13座，數量「雙倍增」，讓親子享受最好的設施及服務。
李允傑於2018年後期提出，社會局服務對象涵蓋多種不同族群。 為提供最新的資訊，創建「社福便利站」中的「台中社福地圖」、「福利導航2.0」、「案件進度查詢」與「福利資格查詢」等四項子系統。 他亦將「利益眾生、幸福台中」作為施政目口號，推動各類社福政策。
為迎接少子化與高齡的挑戰，社會局長李允傑以媽媽市長盧秀燕秉持老少婦幼都顧好年輕人就沒有煩惱的理念，推動多樣化的社福政策，並加以整合運用在手機上，讓市民方便利用。
藉由建立這個公益慈善的單一聯繫窗口，串接政府與民間的合作平台，能幫忙大家做公益，讓善心資源可以更聚焦、有效妥善使用。
台中市目前設置14處家庭福利服務中心，今年下半年將再增置2處，強化社會安全網以及社區預防功能；除透過社工人員深入社區關懷弱勢家庭外，也規劃多元親職支持及親子活動，期盼透過講座及活動，提供家庭支持與社會參與。
梧棲社區公共托育家園申請前瞻基礎建設計畫補助一百二十萬元，並由市府自籌六十萬元，規劃設計可自由探索的遊戲區、用餐區及睡眠區等多元空間，由四位專業人員照顧十二名未滿2歲兒童，強調舒適的類家庭與衛生安全的照顧環境。
「烏日綜合社會福利館」於台中市政府前市府時期獲中央前瞻計畫補助近5797萬元，後歷經2次工程招標流標，導致補助被中央收回；新市府上任後，重新向中央爭取恢復前瞻補助，今年7月中終獲中央同意，預定8月辦理工程招標，2020年底完工，2021年開辦營運，滿足烏日居民親子活動、幼兒照護、婦女福利設施等需求。
新北市於2016年邀請民眾票選出性別平等代表動物，企鵝以暖爸形象奪魁，並被賦與「新北性平CEO」的職責；台中市也於2017年辦理「性平花精靈」吉祥物設計徵選活動，誕生「希朵」，在台中巡迴宣導性別平等。透過台中與新北的性平雙城論壇，將可促進雙方進行性平對話，精進彼此性平創新措施，以更有效地將性平政策落實在生活各面向，共創性別友善環境。
社會局7日在台灣大道市政大樓舉辦「友善台中—無障礙願景沙龍」，邀請自立生活有成的身心障礙代表，包括黃乃輝、陽靖、許世皇、周玉茹、楊正宇、張至鎮等人出席，由副市長楊瓊瓔主持，與社會局長李允傑共同傾聽身障朋友的聲音。
位於大坑的十方啟能中心，成立於1988年，長年服務身心障礙的孩子，提供技藝陶冶、生活訓練及照顧服務，平時經費多來自政府補助、教養費用及民間捐款，為持續維持優良服務品質，需要有更多經費挹注支持，此次募款所得將用於中心復健治療、交通服務及設施設備維護等用途。
台中市政府市政會議移師太平區屯區藝文中心舉行，社會局長李允傑進行「強化社會安全網計畫」專案報告。他指出，近幾年全台兒虐、家暴、隨機傷人案件增加，過去社會安全服務體系欠缺整合，中央去年核定強化社會安全網計畫，將過去以個人為中心，轉變成以家庭為中心。
為減少轄內的兒虐事件，台中市政府社會局推出『防暴規劃師』，深入到各社區宣講可能發生兒童虐待事件的狀況，也建議民眾提高敏感度，發現社區或是這家或是這家進內的鄰居兒童出現異常的哭聲或是呼喊聲，就要小心是否發生兒虐事件。。
| 官衔          | 官衔                                                             | 官衔          |
| ------------- | ---------------------------------------------------------------- | ------------- |
| 行政院        |                                                                  |               |
| 前任： 王昱婷 | 行政院青年輔導委員會主任委員 第十七任 2011年2月9日－2012年2月5日 | 繼任： 陳以真 |

## 外部連結
- 空中大學 李允傑教授 （页面存档备份，存于）
- 李允傑的Facebook專頁